# 盛杲
盛杲（15世紀—16世紀），字啟東，浙江杭州府臨安縣人，明朝政治人物。

## 生平
盛杲是弘治五年（1492年）壬子科浙江鄉試舉人，授南昌府訓導，陞巴東知縣，為政愛民而廉慎，上級因他才能能治劇縣調任臨淮，巴東人不忍讓他離去而興建三公祠和繼來坊來表彰他。盛杲在臨淮也有惠政，很快陞為膠州知州，當地被流賊蹂躪，人民窮困，他安撫流亡，讓一千七百餘家人復業，分校湖廣、河南鄉試號稱得人；其後他因為母親離世回鄉，優游林三十多年，不入城市，知縣有事必定前來訪問，他也會條陳利弊，同時捐款開渠灌溉西洲農田，有《應酬詩集》流傳。

## 引用
1. 1 2  宣統《臨安縣志·卷七·人物志》：盛杲 字啟東，中宏治壬子鄉試，授江西南昌郡學訓導，遷秩湖廣巴東縣知縣，廉慎公勤，當道以才堪治劇奏調臨淮，民不忍舍為立祠及建繼來坊以表之；治臨淮有惠政，擢知山東膠州，適流賊擾亂，人民凋瘵，輯柔安集，流亡復業者一千七百餘家，分校楚豫房試取事得人。隨丁內艱，優游林下者三十餘年，家居治南里許，足跡不入城市，邑有公事宰必就訪，條陳利弊知無不言，捐資鑿渠灌溉西洲畈田，民甚德之，有《應酬詩集》行于世。
2. ↑  同治《巴東縣志·卷十二·名宦志》：盛杲，字啟東，臨安人，明正德中知巴東縣，有愛在民，後人思其德，建祠祀之。 與葉禎、鄒光裕並祀為三公祠，後增張尚儒為四公祠